# سينارة سروية
سينارة سروية (الاسم العلمي: Cinara cupressi) هي نوع من الحشرات تتبع جنس السينارة من فصيلة المنية.